# Ханен, Ремигиус Адрианус
Ремигиус Адрианус Хаанен (рус. дорев. ван Гаанен; Хаанен, ван Ханен; нидерл. Remigius Adrianus Haanen; 5 января 1812[…], Остерхаут, Северный Брабант — 13 августа 1894[…], Бад-Аусзе, Лицен) — голландский художник-пейзажист. 

## Биография
Сын художника и торговца произведениями искусства Каспариса Ханена (1778–1849) и его жены Изабеллы Йоханны, урождённой Сангстер (1777–1846). Ремигиус был одним из шести детей. Младший брат художников и художниц Георга Гиллиса (1807—1879), Элизабет Алиды (1809–1845) и Адрианы Йоханны Ханенов (1814—1895).
Учился живописи у своего отца. В дальнейшем много путешествовал по Европе: посетил Германию, Северную Италию, Санкт-Петербург и Вену. В Вене Ханен поступил в местную Академию художеств, где учился в мастерской Иоганна Гейгера. 26 марта 1842 года в Вене Ханен женился на Эмилии Майер фон Альсо-Русбах. Их сын, Сесил ван Ханен (1844–1914), также стал художником.
Начиная с 1840-х годов Ханен, в основном, проживал в Вене, где пользовался признанием, как художник-пейзажист. В 1846 году король Нидерландов Виллем II наградил его орденом Дубовой Короны. Ханен являлся иностранным членом Императорской академии художеств в Санкт-Петербурге, а также членом миланской академии Брера и Венецианской академии. Художник выставлял свои картины, в частности, на Всемирной выставке в Париже в 1855 году. Ремигиус Ханен был членом Ассоциации древностей в Вене, а затем стал хранителем живописной коллекции князя Николая Эстергази в Будапеште. В 1866-67 годах Ханен посетил Лондон, где продал ряд офортов Британскому музею. С 1875 года жил в Вене по адресу Шеллинггассе, дом 1. Скончался в 1894 году на бальнеологическом курорте Бад-Аусзе.

## Творческое наследие
В 1901 году Ханену был открыт бюст в Вене, однако в годы Второй мировой войны он был утрачен (возможно, наряду с другими памятники, признанными «не имеющими высокой художественной ценности», был переплавлен немцами на металл).
Художник подписывал свои работы «RH», «R. v. Haanen» и «R. van Haanen», что обычно позволяет отличать его картины от работ других членов семьи.

## Галерея
- Сборщиики хвороста в зимнем пейзаже.
- Рыбаки на рассвете.
- Лесной пейзаж с охотником.
- Зимний пейзаж с санями.
- Охотники в зимнем лесу.
- Водопад в лунном свете.
- Пейзаж с рыбаками.
- Нидерландский сельский пейзаж.